# Passage de la Déroute
 (février 2020).
Si vous disposez d'ouvrages ou d'articles de référence ou si vous connaissez des sites web de qualité traitant du thème abordé ici, merci de compléter l'article en donnant les références utiles à sa vérifiabilité et en les liant à la section « Notes et références ».
Le passage de la Déroute, parfois canal de la Déroute, est un détroit situé dans le golfe normanno-breton, dans la mer de la Manche, entre la côte occidentale du Cotentin et les îles Anglo-Normandes.

## Géographie

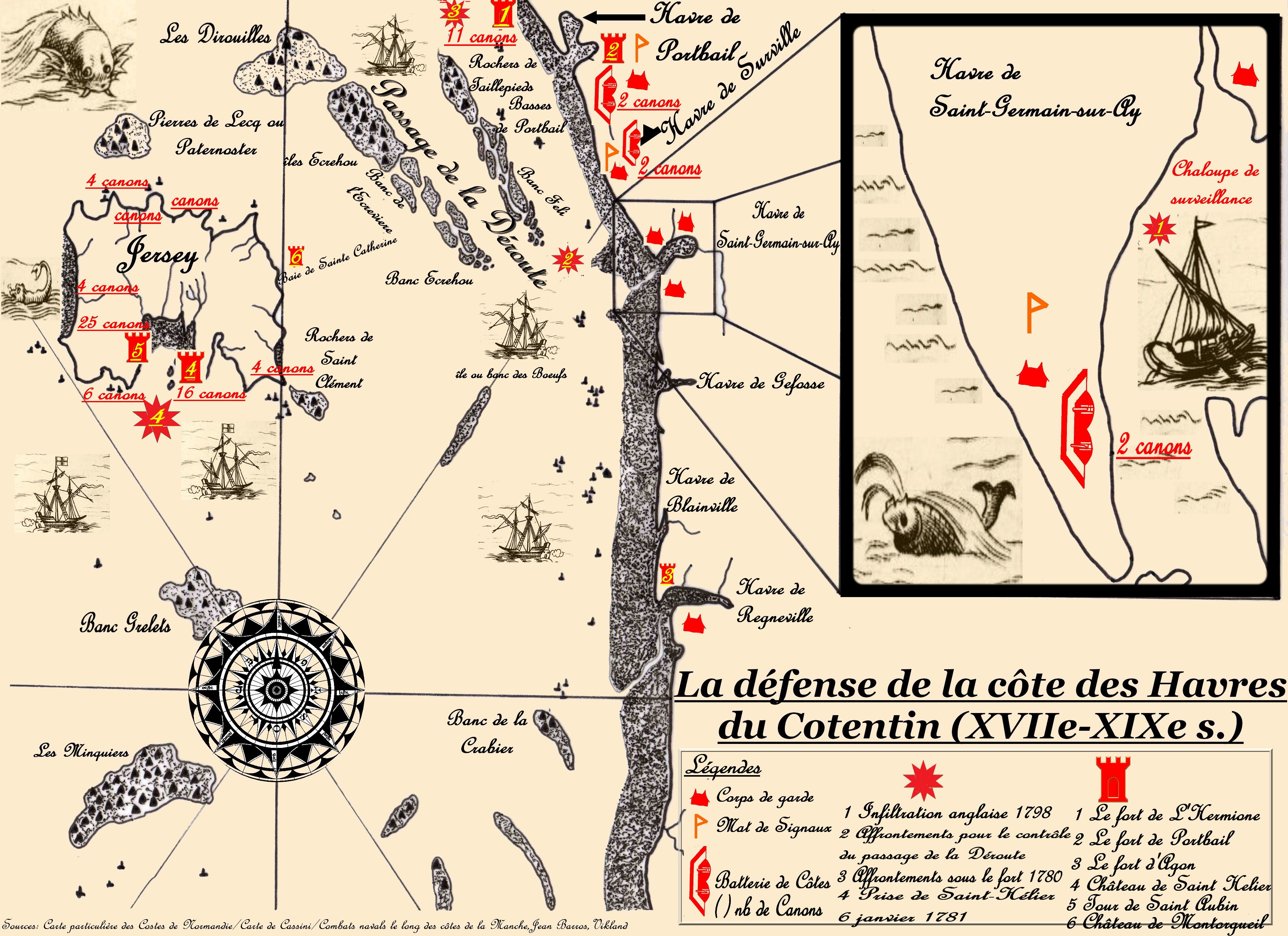
Carte indiquant le passage de la Déroute.

Le passage de la Déroute sert de frontière entre la France et les Îles Britanniques. Les îles Anglo-Normandes sont enclavées au sein de la ZEE française.

Le passage de la Déroute s'étend depuis le raz Blanchard au nord, entre le cap de la Hague et l'île d'Aurigny, et jusqu'à la baie du mont Saint-Michel et Chausey au sud. L'archipel des Écréhou en limite l'espace à l'ouest dans la continuité du banc des Écréhou et du banc des Écrevière qui sont de dangereux hauts-fonds. Les rochers de Taillepieds et les Basses de Porbail, également des hauts-fonds, en limitent l'extrémité orientale face à la ville portuaire de Port-Bail-sur-Mer.
La largeur de ce détroit varie entre 40 et 50 km[réf. nécessaire].
Cette passe doit son nom aux nombreux naufrages qui s'y sont produits, en raison de la dangerosité de la navigation dans ce secteur maritime accidenté, qu'aggrave le vent et un marnage parmi les plus grands du monde (plus de 14 mètres), et où se rencontrent le courant qui suit la côte occidentale du Cotentin et ceux qui viennent de l'océan Atlantique, et qui circulent entre Jersey et Guernesey, d'une part, et entre Aurigny et Guernesey, d'autre part. Le courant peut atteindre une vitesse de 12 nœuds (22 km/h) par endroits[réf. nécessaire]. 
En raison des nombreux naufrages, le phare de la Hague (ou phare de Goury), fut construit à partir de 1834 en trois ans, sur le rocher « Gros du Raz » situé à 1 200 mètres au sud-ouest du sémaphore du cap de la Hague.